# Stenopogon nataliae
Stenopogon nataliae är en tvåvingeart som beskrevs av Richter 1963. Stenopogon nataliae ingår i släktet Stenopogon och familjen rovflugor. Inga underarter finns listade i Catalogue of Life.